# (6005) 1989 BD
(6005) 1989 BD est un astéroïde de la ceinture principale.

## Description
(6005) 1989 BD est un astéroïde de la ceinture principale. Il fut découvert le 29 janvier 1989 à Kushiro (Japon) par S. Ueda et H. Kaneda. Il présente une orbite caractérisée par un demi-grand axe de 2,70 UA, une excentricité de 0,15 et une inclinaison de 7,64° par rapport à l'écliptique.

## Compléments